# Alexéi Krusevich
Alexéi Krusevich –en ruso, Алексей Крусевич– (1968) es un deportista bielorruso que compitió en halterofilia. Ganó una medalla de plata en el Campeonato Europeo de Halterofilia de 1996, en la categoría de +108 kg.

## Palmarés internacional
| Campeonato Europeo | Campeonato Europeo  | Campeonato Europeo | Campeonato Europeo |
| Año                | Lugar               | Medalla            | Categoría          |
| ------------------ | ------------------- | ------------------ | ------------------ |
| 1996               | Stavanger (Polonia) | Medalla de plata   | +108 kg            |